# Batalla de Arklow
La batalla de Arklow tuvo lugar en Glascarrig en el camino costero a través de Arklow en el condado de Wicklow durante noviembre de 1649. En ella se enfrentaron los ejércitos de la Confederación irlandesa (aliados con los realistas), y los parlamentaristas ingleses durante las Guerras confederadas de Irlanda.

## Contexto
A finales de octubre de 1649, los irlandeses habían sufrido varias derrotas importantes a manos del ejército parlamentarista– la derrota en la batalla de Rathmines, y la pérdida de las ciudades de Drogheda y Wexford. Ormonde estaba ansioso por recuperar la iniciativa. En octubre, recibió información (desde Castlehaven) de que una columna inglesa se preparaba a marchar desde Dublín a Wexford para reforzar las tropas de Cromwell en el sur. Esto representaba para el mando irlandés la posibilidad de enfrentarse a los Parlamentaristas sin excesivos riesgos.
Murrough O'Brien, Barón de Inchiquin, y Theobald Taaffe (que había luchado en bandos opuestos en la batalla de Knocknanuss dos años antes) recibieron el mando conjunto de una fuerza de 2.500 hombres. Esta operación era de especial importancia para la credibilidad de Inchiquin: la población católica irlandesa desconfiaba de él por las atrocidades que había cometido en los años anteriores a la guerra, y en el otoño de 1649 muchos de los soldados protestantes en Munster anteriormente leales a él se habían amotinado y se había unido a los Parlamentaristas. Ahora tenía una posibilidad de recuperar cierta reputación; era la última oportunidad para él.
Los soldados ingleses bajo el mando del Mayor Nelson abandonaron Dublín en los últimos días de octubre. Cuando cruzaban los Montes Wicklow sus soldados fuieron acosados por tories aunque estos ataques no supusieron un gran obstáculo. Mientras tanto, Inchiquin preparaba una emboscada un poco al del sur de la ciudad de Arklow, en un punto donde la montaña se acercaba al mar. Se colocó una barricada de madera sobre la carretera a Wexford tras la que se desplegaron 1000 soldados de infantería. Nelson había oído rumores de la posibilidad de una emboscada, y decidió dar un rodeo, esperando evitar al ejército de Inchiquin.
Inchiquin se dio cuenta de lo que pasaba e inmediatamente lanzó a su caballería para interceptar a los ingleses. Sin embargo, la mayor parte de su infantería no pudo alcanzarlos y no tomó parte en la batalla.

## La batalla
En cuanto los ingleses divisaron a la caballería de Inchiquin, se situaron en la playa, de espaldas al mar. Mientras los irlandeses se preparaban para el ataque, 350 caballos ingleses cargaron contra ellos, esperando tomar al enemigo desprevenido, pero fueron rechazados en dos ocasiones. Después de la segunda carga, Inchiquin cargó con todos sus hombres. Desmoralizados y superados en número, la caballería inglesa retrocedió. La infantería inglesa, altamente disciplinada, abrió sus filas para permitir el paso de su caballería, tras lo que cerró nuevamente. Inchiquin se encontró con que la caballería a la que perseguía había desaparecido y había sido reemplazada por una masa de piqueros y mosquetes. El fuego de la infantería desgarró a la caballería irlandesa, que se lanzó a la fuga en desorden. La caballería inglesa contraatacó entonces, obligando a retroceder a los irlandeses. Tras la lucha, Nelson continuó su marcha hacia Wexford sin se molestado.

## Consecuencias
La batalla de Arklow fue relativamente pequeña, y por ello el fracaso de las fuerzas irlandesas para doblegar al Ejército de Nelson significó un desmoralizado contratiempo pero poco más. Para Inchiquin, aun así, las consecuencias fueron más serias. La batalla le había dado la oportunidad de recuperar la confianza de sus paisanos, tanto católicos como protestantes y su fracaso significó su caída en desgracia. Después de la batalla, Inchiquin regresó a Munster, donde  había todavía varias compañías leales a él, pero estas fueron derrotadas por Broghill en marzo del siguiente. Poco después Inchiquin huyó al continente.